# 怀默霆
马丁·金·怀特（英語：Martin King Whyte，1942年11月4日—），中文名“怀默霆”，是美国社会学家，曾在华盛顿大学和哈佛大学任教。

## 著作
- 《一个国家、两种社会：当代中国的城乡差别》
- 《社会火山之误解：当代中国对不平等和分配不公的认知》